# Dirk Helmbreker
Dirk Helmbreker ou Theodor Helmbreker ou Dirck Helmbreecker est un peintre néerlandais (Provinces-unies) du siècle d'or réputé pour ses peintures de portraits, de paysages italianisants et de bambochades (Bamboccianti), né  en 1624 ou 1633 à Haarlem et mort en mai 1696 à Rome.

## Biographie
Dirk Helmbreker est né en 1624 ou en 1633 à Haarlem aux Pays-Bas.
Il est le fils de Cornelis Helmbreecker, compositeur et organiste hollandais de l'église Saint-Bavon de Haarlem. Bien que ce dernier destine son fils à une carrière dans la musique, Dirk montre très jeune des aptitudes et du talent dans le domaine de la peinture. Il étudie auprès du peintre portraitiste Pieter de Grebber et ce jusqu'à la fin des années 1640. Il devient membre de la guilde de Saint-Luc de Haarlem en 1652.
Après la mort de son père il entreprend un voyage en compagnie des peintres Cornelis Bega, Guillam Dubois, et Vincent Laurentsz. Van der Vinne qui les mène en Allemagne, en Suisse et en Italie. Il trouve refuge à Venise auprès du sénateur Loredano pendant quatre mois. Il s'installe ensuite à Rome en 1654. En 1659, il devient membre de l'association des Bentvueghels qui regroupe des peintres nordiques installés en Italie. Il étudie sur place les œuvres des grands maîtres italiens et intègre à la fin des années 1670 l’académie pontificale des beaux-arts et des lettres des virtuoses au Panthéon. En 1678, il s'installe à Paris, où il travaille avec le peintre Frederik de Moucheron. Au bout de trois ans, il retourne en Italie, il reçoit plusieurs commandes à Turin, Florence et Rome ou il travaillera avec Viviano Codazzi spécialiste et précurseur du védutisme.
En 1694, l'historien d'art Filippo Baldinucci écrit une biographie du peintre hollandais à partir des informations fournies par le religieux Francesco Marucelli qui possède 21 œuvres de l'artiste. Selon ce dernier, d'importants collectionneurs de peinture originaires de Rome et de Florence tels que Marucelli, Folco Rinuccini, Pierantonio Gerini, le Cardinal Flavio Chigi, le Comte Angiolosa et la famille Colonna se disputent les œuvres de Helmbreker, et se les arrachent à prix d'or. Parmi les admirateurs de la peinture de Helmbreker figure le Prince Ferdinand de Médicis, qui privilégie les œuvres de petite dimension. Le prince possède plusieurs toiles de l'artiste telles que La danse des paysans (le criquet), qui tombe dans le genre de bambochades dont Helmbreker est considéré comme un spécialiste, et Cuisine rustique (Caprice des tziganes, des musiciens et des buveurs).
Il travaille également pour le Cardinal de Médicis pendant environ quatre mois. Il peint plusieurs tableaux pour les Jésuites à Rome, qui lui offrent un hébergement pendant deux ans. En 1695, il peint un tableau qui se situe dans le maître-autel de l'église de Saint-Julien des Flamands à Rome. Il meurt en mai 1696 à Rome.

## Œuvres
(liste non exhaustive)
| Tableau | Titre                                         | Date d'exécution | Support et dimensions       | Expositions, notes                  | Lieu de conservation                        |
| ------- | --------------------------------------------- | ---------------- | --------------------------- | ----------------------------------- | ------------------------------------------- |
|         | Autoportrait                                  |                  |                             |                                     | National Gallery of Art, Washington D.C.    |
|         | Études d'un homme buvant et d'un homme fumant |                  |                             |                                     | J. Paul Getty Museum, Los Angeles           |
|         | Le charlatan                                  |                  | huile                       |                                     | Gemäldegalerie Alte Meister, Cassel (Hesse) |
|         | Paysans avec le troupeau                      |                  | huile                       | vente Romano, Florence octobre 2009 | Localisation inconnue                       |
|         | Pélerins près d'une fontaine                  | ca 1670          | huile                       |                                     | Collection Motais de Narbonne               |
|         | Scène de Bamboche                             | vers 1680        | huile sur toile 90 × 117 cm |                                     | Collection privée                           |
|         | La saltarelle                                 |                  | huile                       |                                     | Musée du Cenacolo di San Salvi, Florence    |
|         | La Saltarelle romaine                         |                  | huile sur toile 63 × 47 cm  |                                     | musée Magnin, Dijon                         |
|         | Saltarelle                                    |                  | huile                       |                                     | musée des beaux-arts de Nantes              |